# Larry Bethea
Larry Bethea (Florence, 21 luglio 1956 – Hampton, 23 aprile 1987) è stato un giocatore di football americano statunitense che ha militato nei ruoli di defensive tackle e defensive end nella National Football League (NFL) e nella United States Football League (USFL).

## Carriera
Al college Bethea giocò a football a Michigan State. Fu scelto dai Dallas Cowboys che stavano cercato il sostituto di Harvey Martin ed Ed "Too Tall" Jones come ventottesimo assoluto nel Draft NFL 1978. Nella sua stagione da rookie giocò negli special team e fu la riserva di Martin e Jethro Pugh. La sua miglior giocata fu contro il fullback dei Los Angeles Rams Jim Jodat sulla linea delle 11 yard dei Cowboys su una situazione di quarto down nel terzo quarto della finale della NFC del 1978.
Nel 1979, dopo che Jones si ritirò per intraprendere la carriera da pugile, Bethea fu nominato defensive end sinistro titolare all'inizio del training camp. Tale ruolo andò poi a Larry Cole e Bethea fu spostato a defensive tackle, dove non riuscì a prendere il posto a Dave Stalls. Giocò come titolare due partite al posto dell'infortunato Randy White, chiudendo l'annata con 28 tackle e 4 sack.
Nel 1981 fu defensive tackle di riserva e mise a segno 2 sack nel debutto stagionale contro i St. Louis Cardinals. In seguito partì come titolare nella finale della NFC contro i San Francisco 49ers al posto dell'infortunato John Dutton e, anche se recuperò un fumble, fu uno dei difensori che assistettero impotenti al passaggio di Joe Montana verso Dwight Clark divenuto noto come "The Catch", portando i 49ers alla vittoria per 28–27.
Nel 1982 Bethea fu defensive end di riserva e fece registrare 2 sack. Nel 1984 e 1985 giocò nella USFL, chiudendo la carriera.

## Morte
Bethea morì per suicidio dopo essere stato identificato come sospetto per due rapine.